# Eurovision Choir 2019
La seconda edizione dell'Eurovision Choir si è svolta il 3 agosto 2019 presso la Partille Arena di Göteborg, in Svezia, organizzata dall'emittente televisiva Sveriges Television (SVT) in collaborazione con la fondazione Interkultur.
Il concorso si è articolato in un'unica finale presentata da Petroc Trelawny ed Ella Petersson, ed è stato trasmesso in 11 paesi. La durata totale del concorso è stata di circa 2 ore.
In questa edizione hanno debuttato la Norvegia, la Svezia, la Svizzera e la Scozia, quest'ultima partecipando per la prima volta ad un evento targato UER separatamente dal Regno Unito, mentre l'Austria, l'Estonia e l'Ungheria hanno annunciato il proprio ritiro dalla manifestazione.
I vincitori del concorso sono stati i Vocal Line in rappresentanza della Danimarca.

## Organizzazione

### Produzione
Il 5 aprile 2019 sono stati annunciati i due presentatori di questa edizione: il britannico Petroc Trelawny e la svedese Ella Petersson.
L'evento è stato supervisionato da Jon Ola Sand (già supervisore esecutivo dell'Eurovision Song Contest e del Junior Eurovision Song Contest), mentre il produttore esecutivo è stato Ieva Rozentāle.

### Scelta della sede
Nel luglio 2018 è stato annunciato che l'evento sarebbe stato ospitato dalla città svedese di Göteborg, proponendo lo Scandinavium come possibile sede.
Il 21 dicembre tuttavia la Partille Arena è stata annunciata come sede dell'evento.

## Formula
Le regole sono le stesse che per i paesi partecipanti all'evento inaugurale del 2017, membri dell'Unione europea di radiodiffusione (UER). Ognuno di essi è stato rappresentato da un coro non professionale che si è esibito in uno o più brani per non più di quattro minuti.
Ogni brano può includere solisti, strumenti musicali e può essere di qualsiasi genere a condizione che contenga note tradizionali o regionali del paese rappresentato.
Il coro può essere composto da un minimo di quattro a un massimo di quarantacinque componenti.

## Stati partecipanti
Stati qualificati per il secondo round
     Stati che non si sono qualificati per il secondo round
     Stati che hanno partecipato in passato ma non nel 2019

Stati qualificati per il secondo round
Stati che non si sono qualificati per il secondo round
Stati che hanno partecipato in passato ma non nel 2019

Dieci sono gli Stati che hanno partecipato alla seconda edizione del concorso, di cui quattro hanno debuttato.

### Primo round
Il 17 luglio 2019, l'UER ha comunicato l'ordine ufficiale di esibizione.
| #  | Paese     | Coro                                  | Brano/i                       | Lingua                                                  |
| -- | --------- | ------------------------------------- | ----------------------------- | ------------------------------------------------------- |
| 01 | Svezia    | Zero8                                 | Khourmi                       | Svedese                                                 |
| 01 | Svezia    | Zero8                                 | Hej, dunkom så länge vi levom | Svedese                                                 |
| 02 | Belgio    | Almkalia                              | Made in Belgium               | Francese, inglese                                       |
| 03 | Lettonia  | Babite Municipality Mixed Choir Maska | Pērkontēvs                    | Lettone                                                 |
| 04 | Germania  | BonnVoice                             | O Täler weit                  | Tedesco                                                 |
| 04 | Germania  | BonnVoice                             | Die Gedanken sind fre         | Tedesco                                                 |
| 05 | Norvegia  | Volve Vokal                           | Ønskediktet                   | Norvegese                                               |
| 06 | Danimarca | Vocal Line                            | True North                    | Inglese                                                 |
| 07 | Scozia    | Alba                                  | Cumha na Cloinne              | Gaelico scozzese                                        |
| 07 | Scozia    | Alba                                  | Ach a' Mhairead               | Gaelico scozzese                                        |
| 07 | Scozia    | Alba                                  | Alba                          | Gaelico scozzese                                        |
| 08 | Slovenia  | Jazzva                                | Spomenčice                    | Sloveno                                                 |
| 09 | Svizzera  | Cake O'Phonie                         | Chante en mon coeur           | Francese, francoprovenzale, italiano, romancio, tedesco |
| 09 | Svizzera  | Cake O'Phonie                         | La sera sper il lag           | Francese, francoprovenzale, italiano, romancio, tedesco |
| 09 | Svizzera  | Cake O'Phonie                         | Le ranz des vaches            | Francese, francoprovenzale, italiano, romancio, tedesco |
| 09 | Svizzera  | Cake O'Phonie                         | La ticinella                  | Francese, francoprovenzale, italiano, romancio, tedesco |
| 09 | Svizzera  | Cake O'Phonie                         | Beresinaliadet                | Francese, francoprovenzale, italiano, romancio, tedesco |
| 09 | Svizzera  | Cake O'Phonie                         | Chanson d'ici                 | Francese, francoprovenzale, italiano, romancio, tedesco |
| 10 | Galles    | Ysgol Gerdd Ceredigion                | Cúnla                         | Irlandese                                               |
| 10 | Galles    | Ysgol Gerdd Ceredigion                | Ar Lan y Môr                  | Gallese                                                 |

### Secondo round
Tre cori sono avanzati al secondo round, esibendosi tre minuti l'uno, per decretare il vincitore.
| #  | Paese     | Coro                                  | Brano/i          | Lingua  | Posizione |
| -- | --------- | ------------------------------------- | ---------------- | ------- | --------- |
| 01 | Lettonia  | Babite Municipality Mixed Choir Maska | Come, God!       | Lettone | 2         |
| 02 | Danimarca | Vocal Line                            | Viola            | Danese  | 1         |
| 03 | Slovenia  | Jazzva                                | Fly, Little Bird | Sloveno | 3         |

### Direttori dei cori
- Belgio – Nicolas Dorian
- Danimarca – Jens Johansen
- Galles – Islwyn Evans
- Germania – Tono Wissing
- Lettonia – Jānis Ozols
- Norvegia – Gro Espedal
- Scozia – Joy Dunlop
- Slovenia – Jasna Žitnik
- Svezia – Rasmus Krigström
- Svizzera – Antoine Krattinger

### Giuria professionale
Il vincitore del contest è stato deciso dai voti di una giuria professionale, composta da:
- Katarina Henryson  (cantante e compositrice)
- John Rutter (compositore)
- Deke Sharon (cantante, direttore, produttore, compositore e arrangiatore)

## Stati non partecipanti
- Estonia: il 16 novembre 2018, EER ha annunciato che non tornerà a partecipare.[9]
- Francia: dopo un'iniziale conferma per il debutto, il 21 maggio 2019, France Télévisions si è ritirata dalla manifestazione per motivi non specificati.[10]
- Romania: dopo un'iniziale conferma, il 18 maggio 2019, TVR ha declinato l'invito a partecipare alla manifestazione.[11]

## Trasmissione dell'evento e commentatori
- Belgio: l'evento è stato trasmesso in lingua francese, su La Trois e Musiq3, con il commento di Patrick Leterme.[12]
- Danimarca: l'evento è stato trasmesso su DR1, con il commento di Ole Tøpholm e Phillip Faber.[13]
- Galles: l'evento è stato trasmesso su S4C, con il commento di Morgan Jones.[14]
- Germania: l'evento è stato  trasmesso su WDR, con il commento di Peter Urban.[15]
- Lettonia: l'evento è stato trasmesso su LTV1, con il commento di Kristīne Komarovska e Jānis Holšteins-Upmanis.[16]
- Norvegia: l'evento è stato  trasmesso su NRK1 e su NRK Klassik, con il commento di Arild Erikstad.[17][18]
- Scozia: l'evento è stato trasmesso su BBC Alba, con il commento di Tony Kearney.[19]
- Slovenia: l'evento è stato trasmesso su RTV1, con il commento di Igor Velše.[18]
- Svezia: l'evento è stato trasmesso su SVT2.[20] L'evento era inoltre visibile sulla piattaforma online STVplay con i sottotitoli in svedese.
- Svizzera: l'evento è stato trasmesso in lingua francese, su RTS Un, con il commento di Jean- Marc Richard e Philippe Savoy.[21]